# Plugghästen Sune
Plugghästen Sune är den fjortonde boken i Suneserien av Anders Jacobsson och Sören Olsson och utkom första gången i augusti 1998.

## Bokomslaget
Bokomslaget visar Sune, omgiven av skolböcker.

## Handling
Boken handlar om 10-årige Sune, som gillar skolan, både ämnen där han får lära sig saker, och tjejerna, som han spanar in på skolgården. Han glömmer dock att läsa på inför ett förhör i engelska. Han gillar inte gymnastik, men syslöjd. Han kan inte dyka, och mobbas av de tuffa grabbarna, som också mobbar honom för hans nya tjusiga byxor, men Sune kan ge igen.
Det handlar också om Roliga timmen, och en strumpbegravning. Han äter också upp frökens penna, och tror att det finns en demon på skolans vindsvåning.
I andra kapitlet stjäl han (fisk)mat, hittar en kniv, är med i en bastutävling och har trafikundervisning.

## Utgåva
- Olsson, Sören; Jacobsson Anders, Olsson Sören (1998). Plugghästen Sune. Stockholm: Rabén & Sjögren. Libris 7237832. ISBN 9129640636